# Árnessýsla
Árnessýsla és un dels vint-i-tres comtats d'Islàndia. Es troba al sud-oest de la República d'Islàndia, a la región de Suðurland, entre el riu Þjórsá a l'est i els camps de lava de Svínahraun a l'oest. Les principals activitats del comtat són l'agricultura i el turisme.

## Història

### Edat mitjana
Conegut com a Árnesþing («thing d'Árnes») va ser un dels tres centres jurídics i polítics de la cort del sud (Sunnlendingafjórðungur) durant la Mancomunitat Islandesa.

## Geografia
A la seva zona nord hi trobem les glaceres d'Hofsjökull i Langjökull.

## Demografia
El comtat posseeix una superfície de 8.287 kilòmetres quadrats. La població és de 12.294 habitants, i per tant, té una densitat poblacional, de 1,37 habitants per kilòmetre quadrat.

## Divisions administratives

### Municipis
Árnessýsla comprèn els següents municipis:
- Árborg
- Bláskógabyggð
- Flóahreppur
- Grímsnes- og Grafningshreppur
- Hrunamannahreppur
- Hveragerðisbær
- Ölfus
- Skeiða- og Gnúpverjahreppur

### Localitats
Árnessýsla comprèn les següents localitats:
| Localitat       | Altitud (msnm) | Població (2004) |
| --------------- | -------------- | --------------- |
| Bræðratunga     | 75,8           | 23              |
| Búrfell         | 143,8          | 23              |
| Eyrarbakki      | 2,7            | 329             |
| Flóagaflshverfi | 0              | 316             |
| Gaulverjabær    | 5,7            | 98              |
| Geysir          | 98,7           | 19              |
| Haukadalur      | 117,9          | 19              |
| Hjalli          | 3,9            | 128             |
| Hraungerði      | 33,8           | 117             |
| Hrepphólar      | 79,8           | 25              |
| Hruni           | 119,7          | 31              |
| Hveragerði      | 29,9           | 1.625           |
| Kotströnd       | 11,9           | 934             |
| Laugardælir     | 24,9           | 4.159           |
| Laugarvatn      | 59,7           | 28              |
| Miðdalur        | 70,7           | 28              |
| Mosfell         | 54,8           | 19              |
| Ólafsvellir     | 53,9           | 20              |
| Selfoss         | 15,8           | 4.160           |
| Skálholt        | 51,8           | 20              |
| Stokkseyri      | 0,2            | 176             |
| Stórinúpur      | 112,8          | 18              |
| Strandarkirkja  | 5,8            | 40              |
| Þingvellir      | 100            | 2               |
| Þjórsárbrú      | 47,9           | 72              |
| Þorlákshöfn     | 0,1            | 53              |
| Torfastaðir     | 55,8           | 20              |
| Tungufell       | 176,8          | 28              |
| Úlfljótsvatn    | 97             | 12              |
| Úþlíð           | 98,7           | 19              |
| Vaðlækur        | 30,8           | 225             |
| Villingaholt    | 20,7           | 113             |